# Parallel
Parallel è il quinto EP del girl group sudcoreano GFriend, pubblicato nel 2017.

## Tracce
1. Intro (Belief) – 1:12
2. Love Whisper (귀를 기울이면?, Gwireul GiurimyeonLR, lit. If You Listen) – 3:32
3. Ave Maria (두 손을 모아?, Du Soneul MoaLR, lit. Put Your Hands Together) – 3:18
4. One Half (이분의 일 1/2?, Yibuneui Il 1/2LR) – 3:34
5. Life Is a Party – 3:00
6. Red Umbrella (빨간 우산?, Ppalgan UsanLR) – 3:26
7. Falling Asleep Again (그루잠?, GeurujamLR) – 3:44
8. Love Whisper (Instrumental) – 3:32

## Classifiche
| Classifica (2017) | Posizione massima |
| ----------------- | ----------------- |
| Corea del Sud     | 5                 |

## Rainbow
Il 13 settembre 2017 l'EP è stato ripubblicato in una versione estesa con il titolo Rainbow, accompagnato da due tracce inedite.

### Tracce
1. Intro (Belief) – 1:12
2. Love Whisper (귀를 기울이면?, Gwireul GiurimyeonLR, lit. If You Listen) – 3:32
3. Summer Rain (여름비?, YeoreumbiLR) – 3:20
4. Rainbow – 3:52
5. Ave Maria (두 손을 모아?, Du Soneul MoaLR, lit. Put Your Hands Together) – 3:18
6. One Half (이분의 일 1/2?, Yibuneui Il 1/2LR) – 3:34
7. Life Is a Party – 3:00
8. Red Umbrella (빨간 우산?, Ppalgan UsanLR) – 3:26
9. Falling Asleep Again (그루잠?, GeurujamLR) – 3:44
10. Summer Rain (Instrumental) – 3:20